# Травневе (Млинівська селищна громада)
Тра́вневе — село в Україні, у Млинівській селищній громаді Дубенського району Рівненської області. До 1 січня 1967 року носило назву Зади. Станом на 2022 рік в селі проживає шість осіб.

## Географія
Площа – п’ять квадратних кілометрів. Травневе межує з південної сторони з селом Остріїв, із заходу – Торговиця, із північної сторони – Мальоване. Поблизу протікає ріка Іква, притока Стиру, а з північної сторони села збереглися ліси, що носять назву Соснина і Дубина.

## Давня історія
Басейн Ікви, багатий на родючий чорнозем, пасовиська і поклади кремнію, здавна був заселений людьми. В Острієві в результаті археологічних розкопок, проведених В. Коноплею у 80-тих роках ХХ ст. відкрито багатошарове поселення пізньотрипільської культури  (VI тисячоліття. до н.е.), стжижовської і комарівської культур (V-VII ст. до н.е.), давньоруського періоду (ІХ – ХІІІ ст.), віднайдено сліди майстерні крем’яних знарядь. В сусідній Торговиці існувало давньоруське городище. В розкопаному там кургані знайшли скарб давньоруських монет.

## Заснування села
Поселення на території теперішнього села Травневе засновано у 80-тих роках ХІХ ст. переселенцями з Галичини, що проживали в Бродах та в селах: Пониква, Гаї Старобрідські, які на той час були територією Австро-Угорщини. З економічних міркувань вони вирішили купити землю в Російській імперії, де вона була дешевшою, та переїхали на Волинь у Млинівську волость Дубнівського повіту.
Село отримало назву Зади від заднього (останнього) графського фільварку, який був виставлений на торги. Існує два припущення кому могли належати ці землі до продажу. Вважається, що власником землі міг бути граф Лєдуховський, якому належало сусіднє село Мальоване, або граф Міончинський, який володів сусіднім з другої сторони селом – Острієвим. Акту-продажу землі не знайдено. Тому відсутня точна дата заснування села.

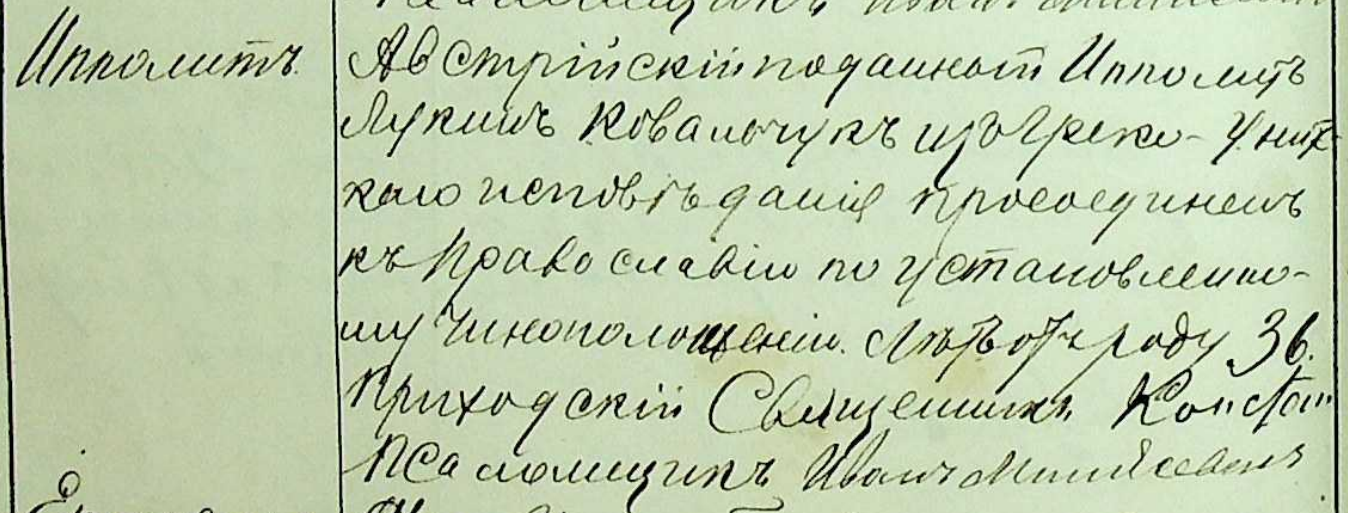
Копія запису в метричній книзі

Необхідною умовою для переїзду галичан була зміна греко-католицької конфесії на православну. В метричних книгах церкви Покрови Пресвятої Богородиці в Добрятині, до парафії якої відносилися Зади, в розділі про народження реєструвалися родини переселенців з Галичини і зафіксовано їх перехід з греко-католицької віри в православну.

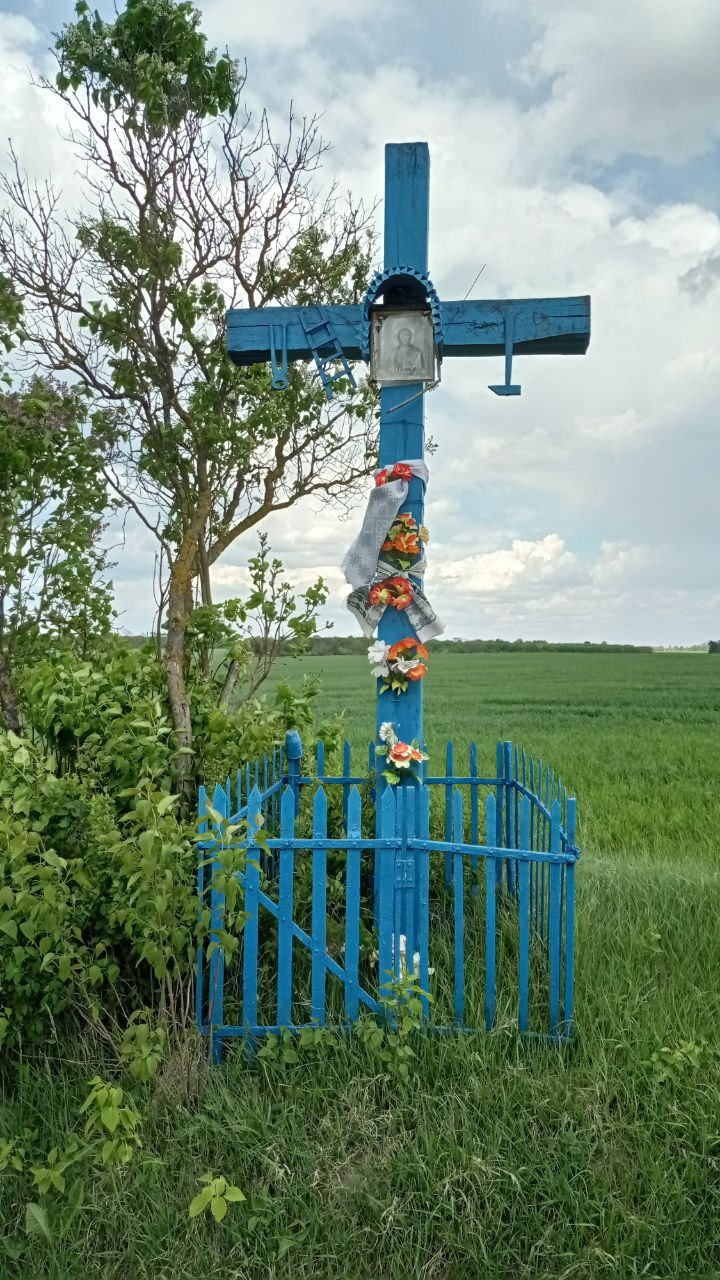
Фігура (пам'ятний знак на честь заснування села)

З Галичини на Волинь переїхали родини Ковальчуків, Павлюків, Галендюків, Проказюків, Гнатюків, Таціїв, Крутяків, Галендів, Харчуків, Данильчуків, Шаповаликів, Кічуків та Петрусів. На честь заснування села за галицькою традицією була поставлена фігура – дерев’яний хрест з іконою Спасителя. Такі фігури донині збереглися в селах, в яких вони проживали на Галичині.
В 1911 році на Задах нараховувалось 20 садиб, в яких проживало 176 мешканців. Для порівняння: сусідньому селі Острієві була 81 садиба і 655 мешканців. Зади були невеликим селом, що складалося з Великої і Малої кольоній (вулиць) і хуторів. 
7 (20) листопада 1917 року, відповідно до Третього Універсалу Української Центральної Ради, увійшло до складу Української Народної Республіки. 

## Записи в метричних книгах
Задівці не мали власної церкви. Їх хрестили, вінчали, відспівували в Остріївській церкві. Записи про народження, одруження і смерть велися в метричних книгах церкви Покрови Пресвятої Богородиці в сусідньому Добрятині, до парафії якої входили Остріїв і Зади.
В Державному архіві Рівненської області зберігаються метричні книги Добрятинської церкви 1870 року, 1882-1884, 1897-1915 та 1918-1922 років. Під час евакуації з 1915 по 1918 рік записи не проводилися. Метричні книги за вказані останні роки оцифровані і доступні для перегляду в режимі онлайн. 
Згідно з записами з 1897 року по 1922 рік , виключаючи 1915 – 1918 роки, на Задах, за 20 років взяли шлюб 23 пари. Найбільше хлопців одружувалися у віці 24 роки, дівчата – у віці 18 років. Були повторні шлюби у чоловіків у 54 та 36 років. В 1920 році Яків Солдатюк, родом із села Щаслива одружився з задівчанкою Юстиною Павлюк. Свідком на їхньому вінчанні був вчитель Задівської школи Костецький, що є документальним підтвердженням наявності школи в селі.
За вказаний період на Задах народилося 67 дітей. Серед них була висока смертність від різних хвороб: скарлатини, коклюшу, простуди. За вказаний час померло 18 дітей (30% від народжених). Дорослі відходили у вічність в основному від сухот, епідемія яких панувала в селі. Довгожителями села були Філімон Ковальчук, який прожив 71 рік, Тацій Симеон – 72 роки. Симеон Тацій народився в Австро-Угорщині в галицькому селі Пониква 1830 року.

## Життя у міжвоєнний період
Під час Першої світової війни Млинівщина входила до прифронтової зони, на території якої 1916 року здійснювався Брусиловський прорив російської армії проти австро-угорських і німецьких військ. Мешканців Задів змусили виїхати на південь України, де вони «були в біженцях». Повернулися задівці в село 1918 року. Неушкодженою в їх відсутність збереглася фігура, яка стоїть і дотепер. Дерев’яний хрест поміняли, а давня ікона залишилася.
В 1920 році після закінчення польсько-радянської війни згідно Ризького мирного договору Західна Україна ввійшла до складу польської держави - ІІ Речі Посполитої і знаходилася в її складі до 1939 року. Змінився адміністративний поділ регіону – Зади стали відноситися до Млинівської гміни Дубнівського повіту Волинського воєводства. Відбувалася поступова полонізація місцевого населення. Якщо на початку 30-х років ХХ ст. запис про народження в церковних метричних книгах проводився українською і польською мовами, то наприкінці десятиріччя виключно державною польською мовою.
В міжвоєнний період основним заняттям задівців було землеробство, садівництво та вівчарство. Сіяли жито, пшеницю, овес, ячмінь, просо, гречку і коноплю, вирощували хміль. Жінки займалися ткацтвом. Із волокон коноплі ткали рядна, з вовни – багатобарвні килимки у смужки і з льону полотно, яке вибілювали на березі Ікви, так званій Мацьковій долині. Великими були сади з традиційними грушами, яблунями, вишнями, рідкісними морелями, горіхами. Особливо багато висаджували черешень. Григорій Ковальчук займався рідкісним промислом – на шовковицях вирощував шовкопряди і продавав їх замовникам у Варшаві. В селі діяли кооператив «Народної торгівлі», кузня та молочарня. Жив швець, а його дружина навчала дівчат шити одяг. Селяни торгували своїми продуктами і зерном в Млинові, в Луцьку. Їхня ціна була значно дешевшою за промислово виготовлені товари. Наприклад: кілограм цукру коштував так само як кілограм вершкового масла – 1 злотий і 10 грошей, коробка сірників мала ціну одного яйця. Сім злотих коштував центнер зерна.
В 1924 році селяни заклали кладовище – могилки. Облагороджували село – вздовж дороги Великої кольонії проклали дерев’яні тротуари.
В той час задівці вже мали радіоприймачі.
Зади жили багатим культурним життям. В кінці 20-их років в селі діяв аматорський гурток, який ставив п’єси Івана Франка і Тараса Шевченка. Колектив гастролював в навколишніх селах і за зароблені гроші купляв книжки для бібліотеки «Просвіти». Задівці організували свій струнний оркестр, яким керував найманий диригент.

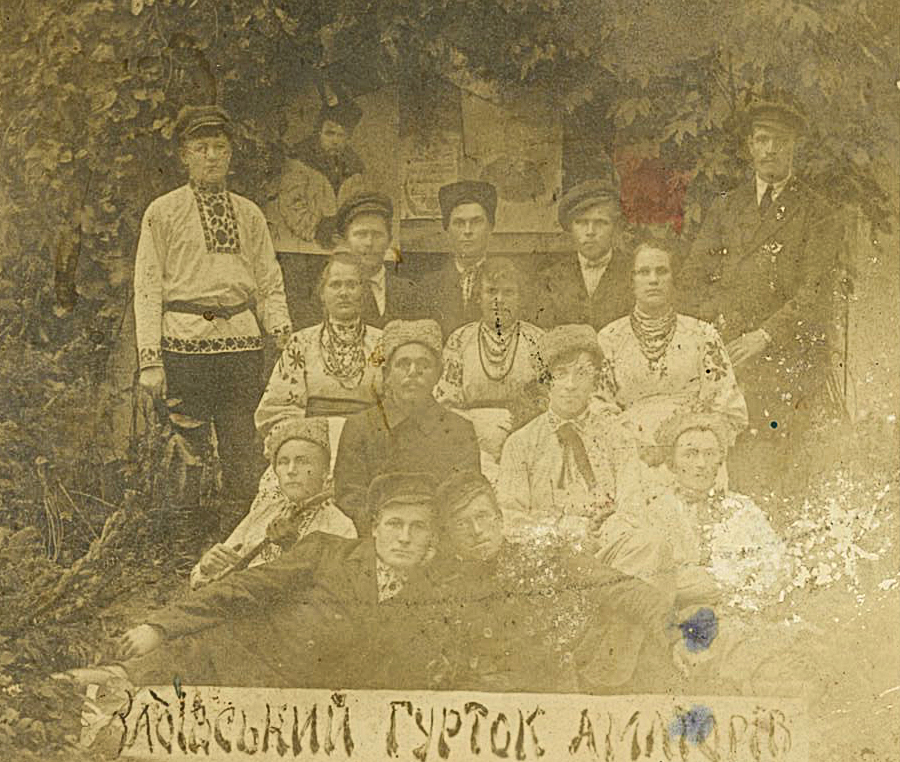
Аматорський гурток 30-і роки ХХ ст.

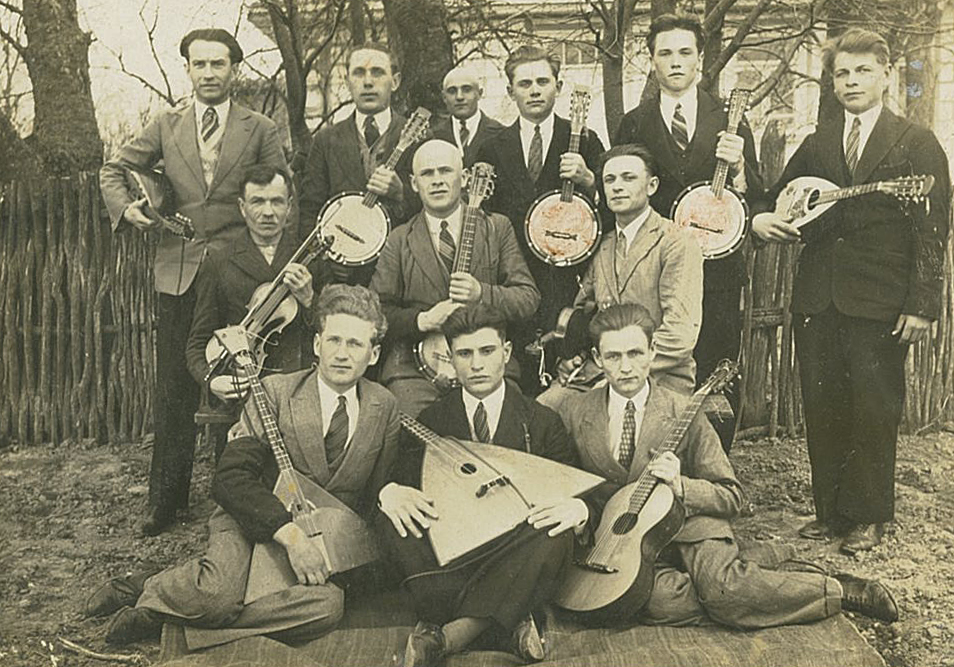
Струнний оркестр 30-і роки ХХ ст.

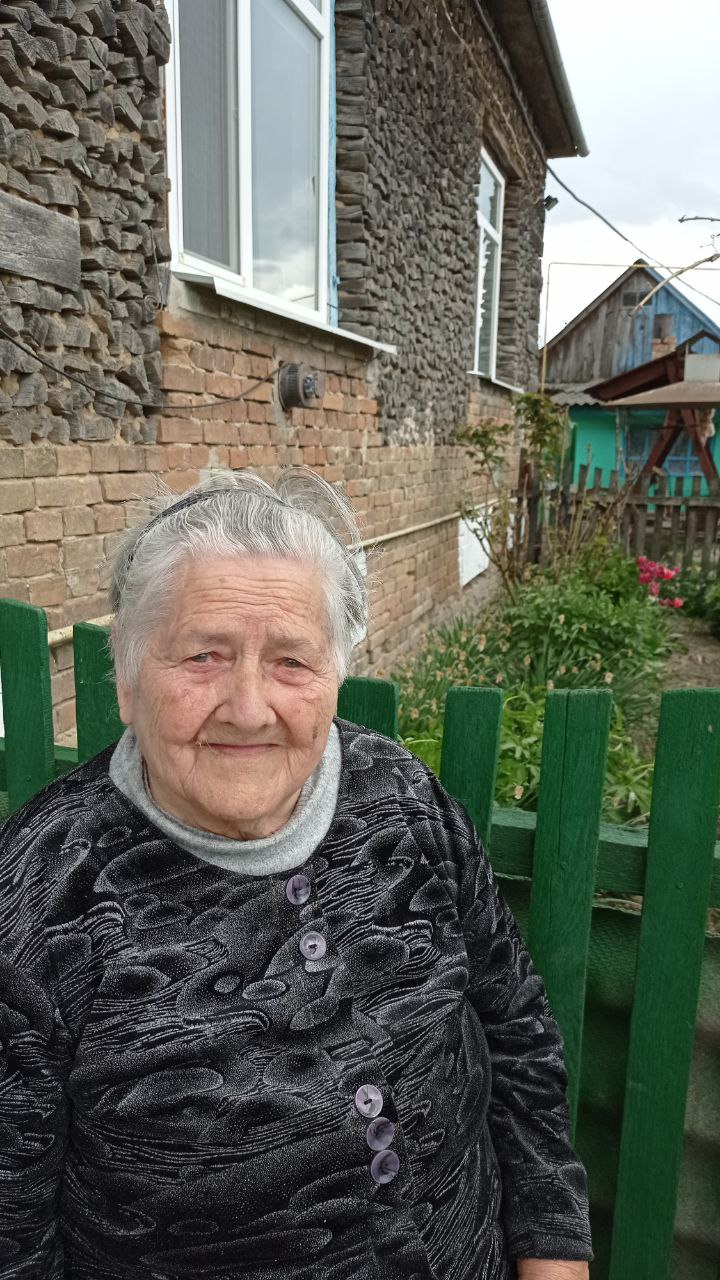
Ніна Тимофіївна Харчук-Колчак

За спогадами Ніни Тимофіївни Колчак-Харчук, 1925 року народження, яка народилася на Задах і станом на 2022 рік проживає в сусідньому селі Мальоване на Рівненщині, вже в кінці 30-тих років був організований великий хор. Також селяни ставили вистави «Мати-наймичка», «Ой не ходи, Грицю», «Наталка Полтавка». І теж з концертами, виставами задівці їздили в навколишні села. 
В селі діяла початкова 4-класна школа, яка не мала власного приміщення. Заняття проходили в будинку Діонісія Гнатюка.
У міжвоєнний період поруч із Задами для польських фронтовиків було засноване невелике поселення Уланська Доля і, коли в ньому відкрити 7-класну школу, яка була під опікою військового керівництва в Любліні, діти задівців навчалися в ній. Три рази на тиждень була українська мова, поляки теж вивчали українську мову. В 1939 році польських осадників було вивезено на Сибір, і поселення  перестало існувати.

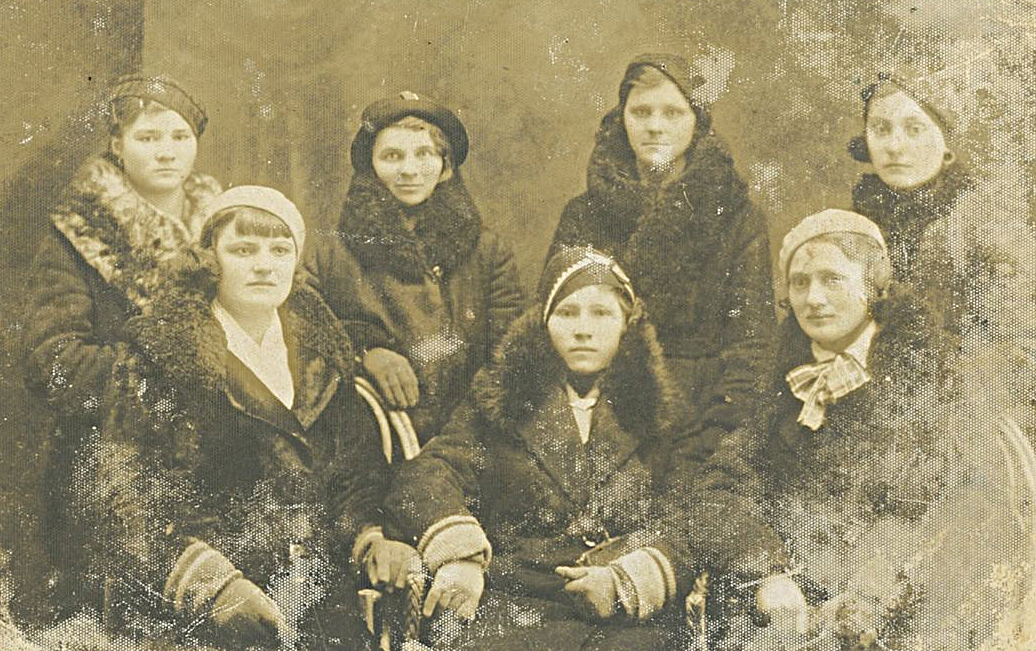
Мешканки села 30-і роки ХХ ст.

В селі проживали члени Комуністичної партії Західної України, які в своїй діяльності поєднували національні інтереси з комуністичною ідеологією. Вони активно виступали проти польської окупаційної влади: організовували страйки і займалися прокламаціями. Комуністів постійно переслідувала поліція. Як згадує Ніна Харчук-Колчак, до тюремного ув’язнення були засуджені на 10 – 15 років комуністи: брати Кость і Сергій Тації, Саша Тацій, Володимир Кічук. На Перше травня кожного року вивішували червоний оксамитовий прапор, як символ боротьби за свободу, і кожного разу приїздили жандарми, забирали прапор, а в селі проводили пацифікацію: в колодязі комуністів лили керосин, випускали пір’я з подушок, били, знущалися. Так  під час страйку сільськогосподарських робітників на Козирщині Дубнівського повіту 1936 року був вбитий задівець Федот Ковальчук.
В 1939 році після приєднання Західної України до Радянського Союзу задівські комуністи переїхали до Млинова і на перших порах займали керівні посади. Проте радянська влада не довіряла місцевим, і вже 1940 року їхні посади зайняли люди зі Сходу. Це було великим ударом для членів КПЗУ, від якого дехто з них не міг отямитися впродовж життя. 

## Життя під час Другої світової війни
Під час Другої світової війни жителів Задів не евакуйовували. Задівці жили в постійному страху, оскільки під час німецької окупації загострилось протистояння між українцями та поляками. Поляки мали велику підтримку німців, які постачали їм зброю. У сусідньому від Задів селі Панська Долина в мурованому будинку був зроблений склад зброї Армії Крайової і організований вишкіл вояків.
27 вересня 1943 року (на Чесного Хреста) поляки палили Зади. Після цього частина населення покинула село і повернулась додому як відійшла лінія фронту.
За спогадами Ніни Харчук-Колчак, під час наступу Червоної Армії в садибі Харчуків зупинявся письменник Олесь Гончар, який готував свою кореспонденцію про війну.

## Зади після Другої світової війни
Організований після війни в селі колгосп назвали іменем Івана Франка, який пізніше влився, як бригада, до колгоспу в Острієві. Крім зернових в полях вирощували картоплю, буряки, кукурудзу і навіть кок-сагиз, з якого отримували натуральний каучук. Про те як платили за трудодні задівці склали пісеньку:
Ціле літечко робила,
Кільо проса заробила.
Кільо проса, два ячменю
Й не журюся де я змелю.
Встань, Володю, подивися,
Як колгоспи розжилися.
Баба раком, клуня боком
І кобила з одним оком.
Ні корови, ні свині
Тільки Сталін на стіні.

Особливо виснажливою для колгоспниць була робота на буряках. Спочатку норма була обробити один гектар посівів, а пізніше вона доходила навіть до п’яти гектарів. Робота передбачала декілька етапів: необхідно було за першим разом прорідити довжелезні рядки буряків, а потім ще раз пройтися ними - прополоти. Викопували буряки недосконалими механізмами. Вони буряк лише підривали, а необхідно було його витягнути, а потім ще відчистити від землі. Працювали на буряках цілими сім’ями, приїжджали родичі з міст, щоб допомогти. В основному помічниками жінок були їхні діти.
Село було електрифіковане лише 13 січня 1971 року. Поступово Зади починають занепадати. Багато людей виїхало до міст, багато відійшли в інший світ. В Острієві закрили найближчу для задівських дітей початкову школу. Учні змушені були ходити за декілька кілометрів до шкіл в Мальованому і Торговиці. Станом на листопад 2022 року в Травневому проживало лише декілька сімей нащадків колишніх поселенців. З приїжджих - Леонід Щербик, який в селі отримав пай і посадив сосновий ліс. Проте незмінною залишається давня традиція – через тиждень після Великодня, на Проводи на кладовище звідусіль приїздять нащадки колишніх переселенців, задівців. Біля могил відбувається поминальне Богослужіння.
12 червня 2020 року, відповідно до розпорядження Кабінету Міністрів України № 722-р від «Про визначення адміністративних центрів та затвердження територій територіальних громад Рівненської області», увійшло до складу Млинівської селищної громади.
19 липня 2020 року, в результаті адміністративно-територіальної реформи та ліквідації Млинівського району, село увійшло до складу Дубенського району.
22 червня 2023 року рішенням Національної комісії зі стандартів державної мови віднесено до списку населених пунктів, які «можуть не відповідати лексичним нормам української мови», зокрема стосуватися «російської імперської чи колоніальної політики». Громаді рекомендовано обґрунтувати доцільність збереження поточної назви або запропонувати нову назву в установленому законодавством порядку.